# Óscar Gallardo (pilote moto)
Pour les articles homonymes, voir Gallardo.
Pas d'image ? Cliquez ici
Óscar Gallardo Plaza, né le 26 juin 1965 à Madrid est un pilote espagnol de rallye-raid et de moto-cross. Deuxième du classement général du Paris-Dakar en 1997 et en l'an 2000.

## Palmarès

### Résultats au Rallye Dakar
| Année | Categorie | Marque | Position | Victoires d'etapes |
| ----- | --------- | ------ | -------- | ------------------ |
| 1996  | moto      | Cagiva | 7e       |                    |
| 1997  | moto      | BMW    | 2e       |                    |
| 1999  | moto      | BMW    | 9e       | 1                  |
| 2000  | moto      | BMW    | 2e       | 1                  |